# Julien Ponceau
Julien Ponceau (Catumbela, 28 novembre 2000) è un calciatore angolano naturalizzato francese, centrocampista del Real Valladolid.

## Carriera

### Club
Nato in Angola da padre francese e madre angolana, si è trasferito in Francia in tenera età. Nel 2015 è entrato a far parte del settore giovanile del Lorient e il 14 febbraio 2018 ha firmato il suo primo contratto da professionista con la squadra, valido fino al 2020. Il 14 agosto successivo ha esordito in prima squadra, in occasione dell'incontro della Coupe de la Ligue vinto per 0-1 contro il Valenciennes. Tre giorni dopo ha anche esordito in campionato, disputando il match di Ligue 2 vinto per 3-1 contro il Valenciennes. Nell'arco di due stagioni si ritaglia un ruolo importante nella rosa, contribuendo anche alla vittoria del campionato di seconda divisione al termine della stagione 2019-2020.
Il 5 ottobre 2020, estende il suo contratto fino al 2023 e viene ceduto in prestito al Rodez fino al termine della stagione.
Il 15 luglio 2021 passa in prestito al Nîmes.

### Nazionale
Ha giocato nelle nazionali giovanili francesi Under-18, Under-19 ed Under-20.

## Statistiche

### Presenze e reti nei club
Statistiche aggiornate al 1º settembre 2022.
| Stagione         | Squadra          | Campionato       | Campionato | Campionato | Coppe nazionali | Coppe nazionali | Coppe nazionali | Coppe continentali | Coppe continentali | Coppe continentali | Altre coppe | Altre coppe | Altre coppe | Totale | Totale |
| Stagione         | Squadra          | Comp             | Pres       | Reti       | Comp            | Pres            | Reti            | Comp               | Pres               | Reti               | Comp        | Pres        | Reti        | Pres   | Reti   |
| ---------------- | ---------------- | ---------------- | ---------- | ---------- | --------------- | --------------- | --------------- | ------------------ | ------------------ | ------------------ | ----------- | ----------- | ----------- | ------ | ------ |
| 2016-2017        | Lorient 2        | CFA              | 1          | 0          |                 | -               | -               |                    | -                  | -                  |             | -           | -           | 1      | 0      |
| 2017-2018        | Lorient 2        | N2               | 23         | 0          |                 | -               | -               |                    | -                  | -                  |             | -           | -           | 23     | 0      |
| 2018-2019        | Lorient 2        | N2               | 4          | 0          |                 | -               | -               |                    | -                  | -                  |             | -           | -           | 4      | 0      |
| 2019-2020        | Lorient 2        | N2               | 13         | 1          |                 | -               | -               |                    | -                  | -                  |             | -           | -           | 13     | 1      |
| Totale Lorient 2 | Totale Lorient 2 | Totale Lorient 2 | 41         | 1          |                 | -               | -               |                    | -                  | -                  |             | -           | -           | 41     | 1      |
| 2018-2019        | Lorient          | L2               | 24         | 2          | CF+CdL          | 0+4             | 0               |                    | -                  | -                  |             | -           | -           | 28     | 2      |
| 2019-2020        | Lorient          | L2               | 2          | 0          | CF+CdL          | 2+1             | 0               |                    | -                  | -                  |             | -           | -           | 5      | 0      |
| 2020-2021        | Rodez            | L2               | 16         | 0          | CF              | 2               | 0               |                    | -                  | -                  |             | -           | -           | 18     | 0      |
| 2020-2021        | Rodez 2          | N3               | 2          | 1          |                 | -               | -               |                    | -                  | -                  |             | -           | -           | 2      | 1      |
| 2021-2022        | Nîmes            | L2               | 38         | 3          | CF              | 3               | 1               |                    | -                  | -                  |             | -           | -           | 41     | 4      |
| 2022-2023        | Lorient          | L1               | 3          | 0          | CF              | 0               | 0               |                    | -                  | -                  |             | -           | -           | 3      | 0      |
| Totale carriera  | Totale carriera  | Totale carriera  | 126        | 7          |                 | 12              | 1               |                    | -                  | -                  |             | -           | -           | 138    | 8      |

## Palmarès

### Club

#### Competizioni nazionali
- Campionato francese di seconda divisione: 2

Lorient: 2019-2020, 2024-2025